# Ngũ Quế Sơn
Ngũ Quế Sơn (chữ Hán giản thể: 五桂山区, âm Hán Việt: Ngũ Quế Sơn khu) là một nhai đạo thuộc địa cấp thị Trung Sơn, tỉnh Quảng Đông, Cộng hòa Nhân dân Trung Hoa. Ngũ Quế Sơn nằm ở trung bộ của Trung Sơn, giáp các khu khác của Trung Sơn: Đông, Nam, Bản Phù, Tam Hương và Chu Hải. Nhai đạo này có diện tích 113 km², dân số 7361 người nhưng dân số ngoại lai là hơn 10.000 người. Ngũ Quế Sơn được chia thành các đơn vị hành chính gồm 4 thôn và 1 xã khu. Năm 1983 lập khu công sở Ngũ Quế Sơn, năm 1986 đổi tên thành trấn cùng tên, năm 2005, trấn này được nâng thành nhai đạo biện sự xứ.